# Bégon (canton)
Pour les articles homonymes, voir Bégon.
Bégon est un canton canadien de l'est du Québec situé dans la municipalité régionale de comté de Les Basques dans la région administrative du Bas-Saint-Laurent.  Il fut proclamé officiellement le 20 novembre 1869.  Il couvre une superficie de 13 680 hectares.

## Toponymie
Le toponyme Bégon est en l'honneur du 10e intendant de la Nouvelle-France Michel Bégon de La Picardière (1667-1747).